# Methanothermococcus okinawensis
A Methanothermococcus okinawensis egy  termofil, metanogén archaea faj. Az archeák – ősbaktériumok – egysejtű, sejtmag nélküli prokarióta szervezetek. Először egy mélytengeri hidrotermális kürtőnél izolálták a Csendes-óceán nyugati részén. Sejtjei nagyon mozgékonyak, szabálytalan gömb alakúak, és poláris ostora van. Típustörzse: IH1T (=JCM 11175T =DSM 14208T).

## Fordítás
- Ez a szócikk részben vagy egészben  a   Methanothermococcus okinawensis című angol Wikipédia-szócikk fordításán alapul.  Az eredeti cikk szerkesztőit annak laptörténete sorolja fel. Ez a jelzés csupán a megfogalmazás eredetét és a szerzői jogokat jelzi, nem szolgál a cikkben szereplő információk forrásmegjelöléseként.